# Paracleistostoma quadratum
Paracleistostoma quadratum is een krabbensoort uit de familie van de Camptandriidae. De wetenschappelijke naam van de soort is voor het eerst geldig gepubliceerd in 2003 door Rahayu & Ng.